# Брага (округ)
Округ Брага (порт. Distrito de Braga) је један од 18 округа Португалије, смештен у њеном северном делу. Седиште округа је истоимени град Брага, а значајан је и град Гимараис.

## Положај и границе округа
Округ Брага се налази у северној трећини Португалије и граничи се са:
- север: округ Вијана до Кастело,
- североисток: Шпанија (Галиција)
- исток: округ Вила Реал,
- југ: округ Порто,
- запад: Атлантски океан.

## Природни услови
Рељеф: Западни део округа Брага је приобална равница уз Атлантски океан. Она је већим делом плодна и густо насељена. Источни део округа је побрђе Мињо, просечне висине 300-400 метара. Крајње североисточни део је планински (планина Гереш).
Клима у округу Брага је средоземна, с тим што на већим висинама добија оштрије црте.
Воде: Западна граница округа је Атлантски океан. Најважнија река у округу је Кавадо, а већина мањих водотока су њене притоке.

## Становништво
По подацима из 2001. године на подручју округа Брага живи преко 830 хиљада становника, већином етничких Португалаца.
Густина насељености - Округ има густину насељености преко 310 ст./км², што је готово три пута него државни просек (око 105 ст./км²). Западни део округа уз град Брагу је веома густо насељен, док је брдско-планинско подручје на истоку средње густо насељено.

## Подела на општине
Округ Брага је подељен на 14 општина (concelhos), које се даље деле на 515 насеља (Freguesias).
Општине у округу су:
| - Амарес - Барселос - Брага - Вијеира до Мињо - Вила Нова де Фамалисао | - Вила Верде - Визела - Гимараис - Еспозенде - Кабесеирас де Басто | - Келорико де Басто - Повоа де Ланозо - Терас де Буро - Фафе |